# Centaurea paniculata
Centaurea paniculata, comúnmente garmoncilla, escobillas —entre otros numerosos otros nombres vernaculares—, es una especie de planta herbácea del género Centaurea de la familia Asteraceae.

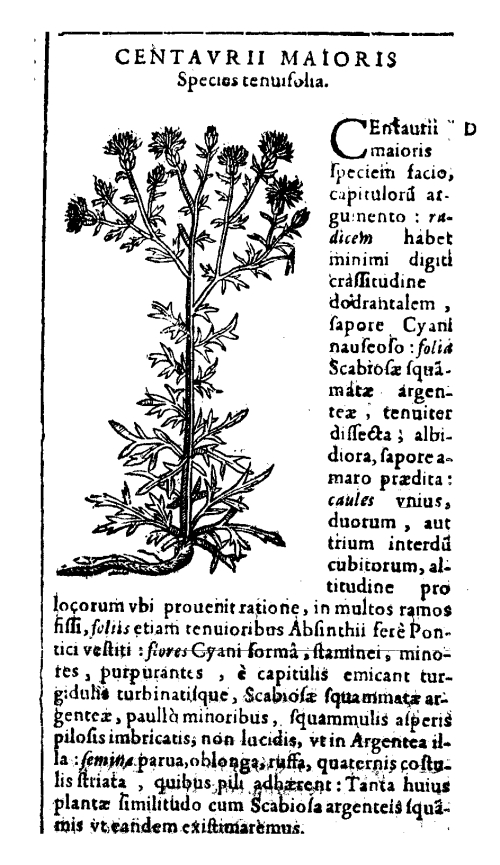
Lectótipo de Centaurea paniculata L.

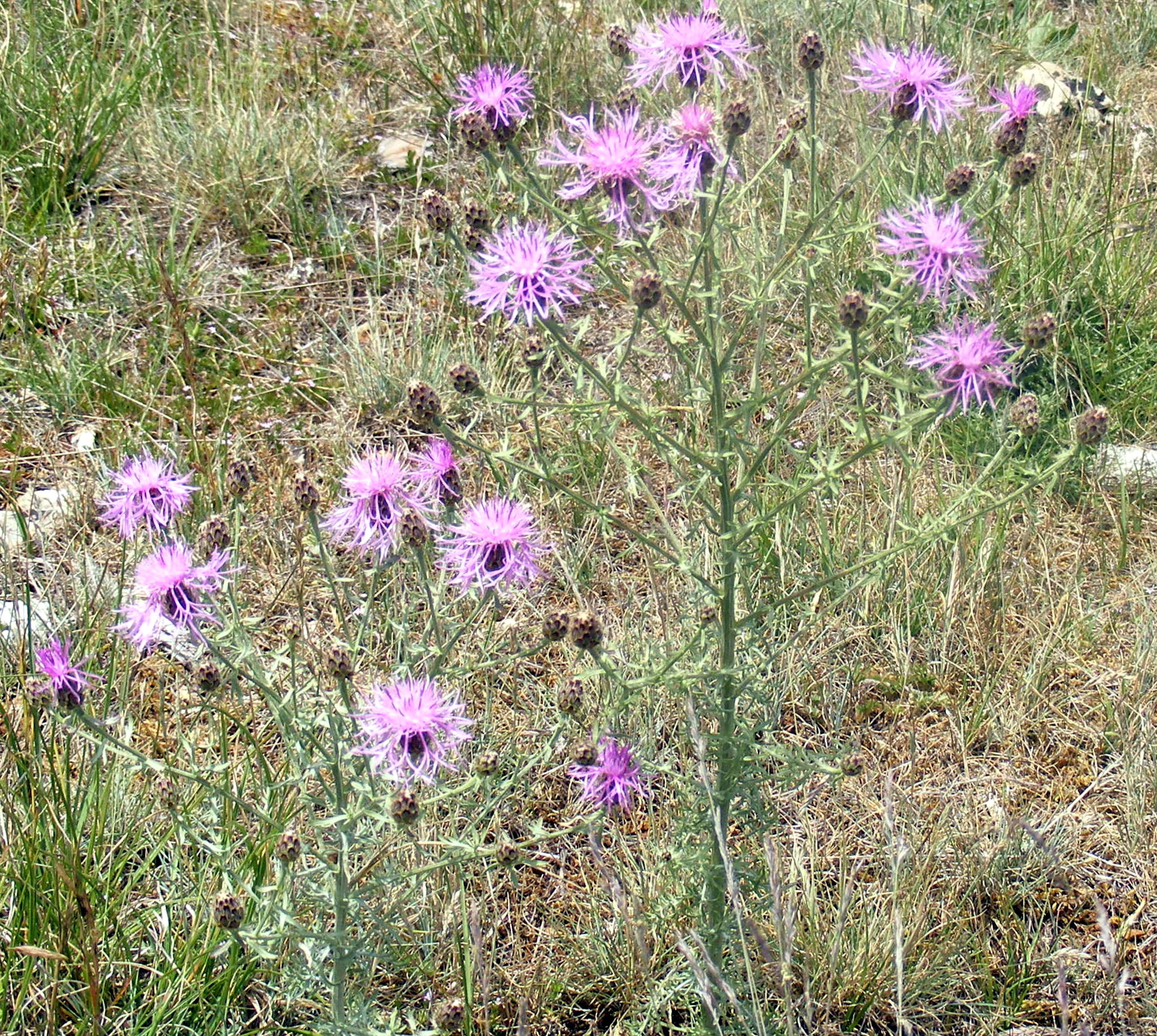
Vista general (Departamento de la Lozère, Francia)

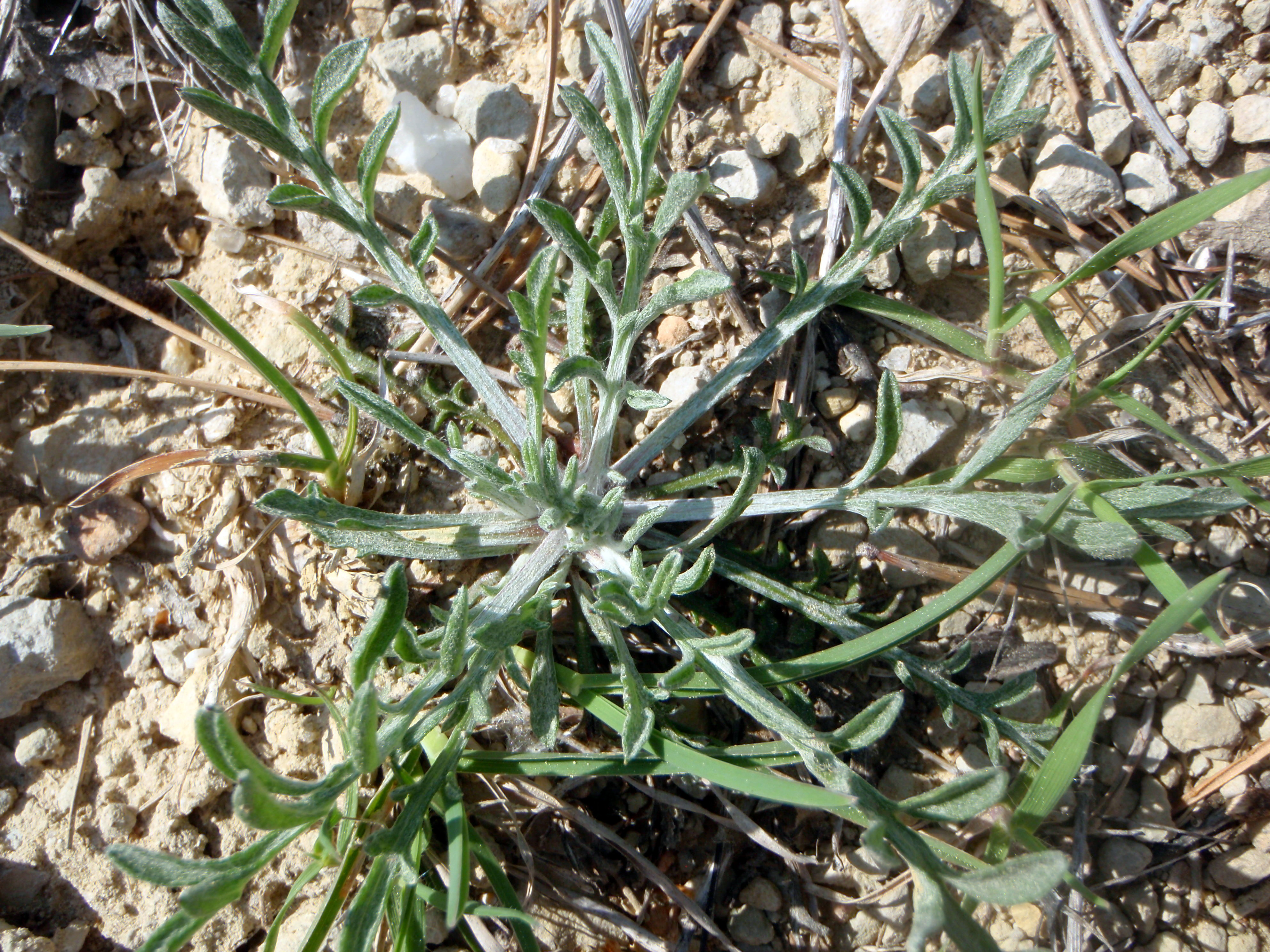
Roseta basal de hojas (Departamento des Bouches-du-Rhône, Francia)

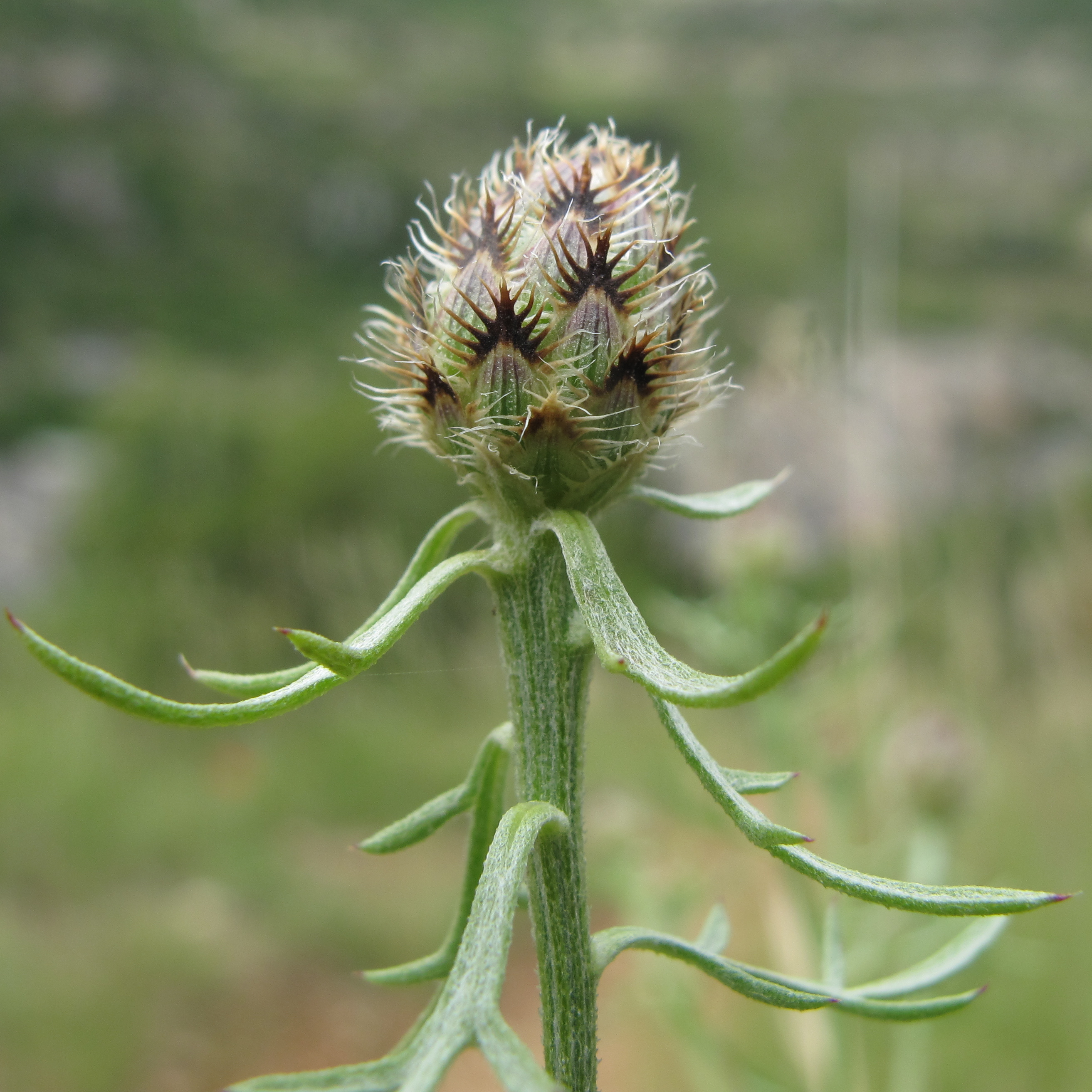
Capítulo en preantesis (sureste de Francia)

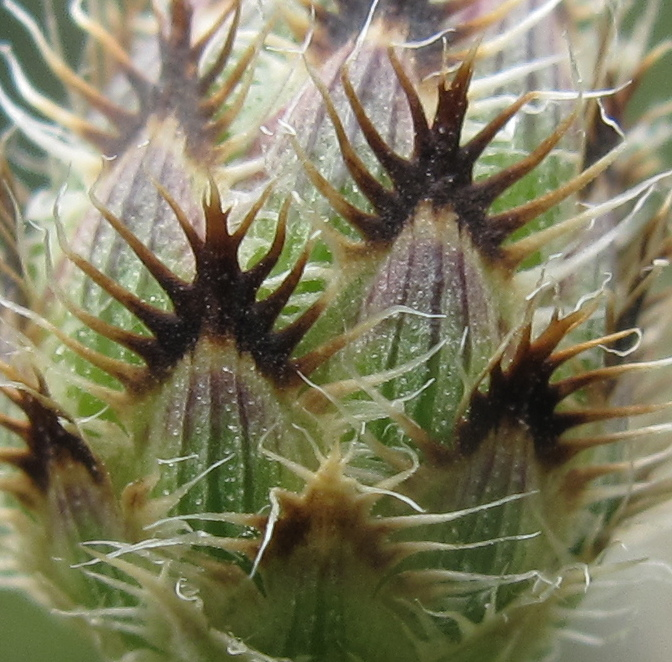
Misma foto que la anterior, pero agrandada para apreciar mejor el detalle de las brácteas involucrales

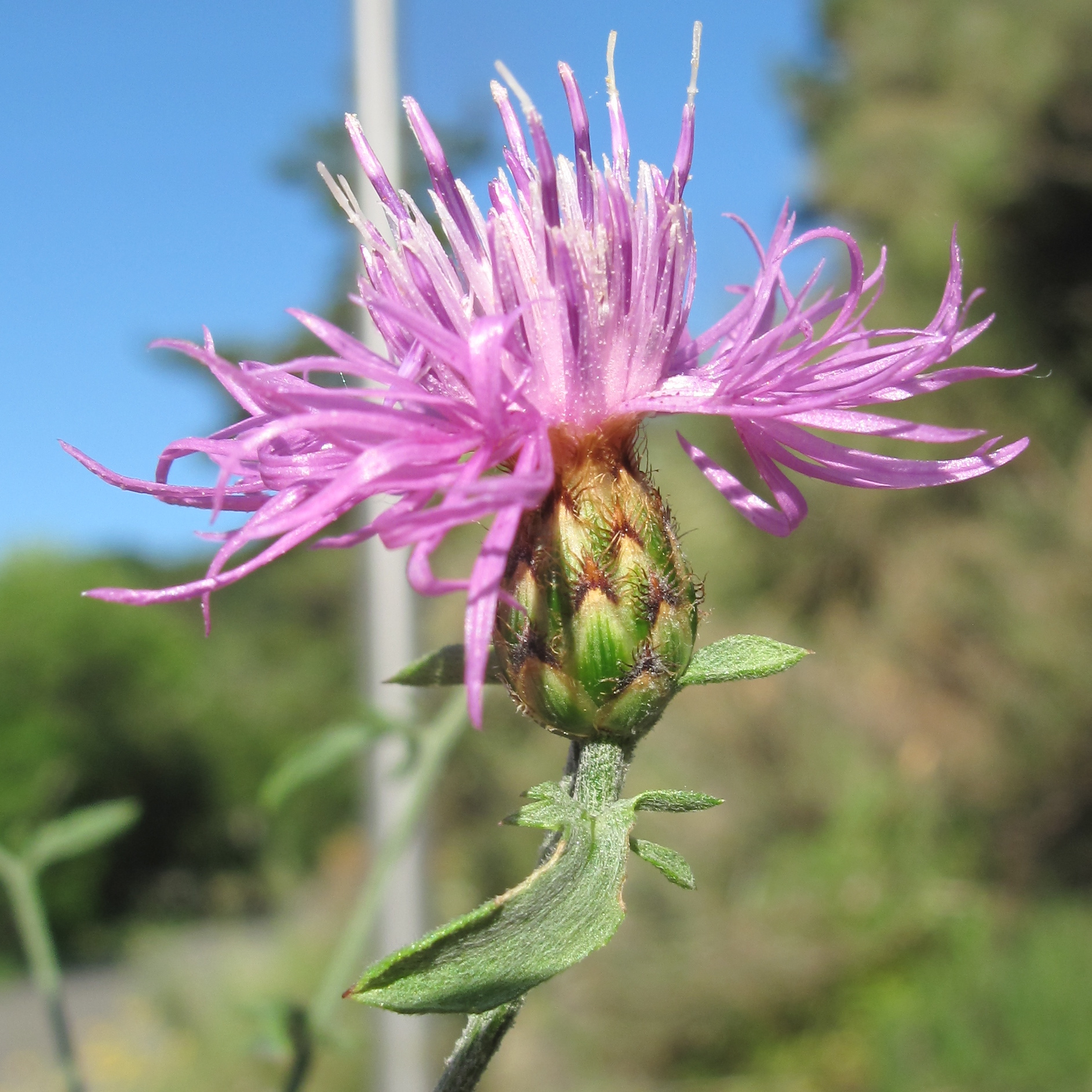
Capítulo en plena antesis (Departamento de los Alpes de Haute-Provence, Francia)

## Descripción
*Nota: la alta variabilidad intraespecífica de la especie está apoyada por la elevada cantidad de taxones sinónimos, o bien de la propia especie nominal, o bien de otras especies próximas del mismo grupo; mientras su variabilidad infraespecífica se refleja en las subespecies y variedades aceptadas. 
La descripción que sigue corresponde a la especie nominal, Centaurea paniculata subsp. paniculata que, en España, tiene una distribución restringida a la Provincia de Gerona.
Es una planta herbácea perenne, con tallos muy ramificados de hasta 70 cm de altura, erectos o ascendentes, acostillados pero sin alas y muy foliosos. Dichos tallos están cubiertos de un indumento de pelos rígidos y patentes, y otros, araneosos. Las hojas, de hasta de 17 por 4 cm: las basales, pecioladas y en roseta y las caulinares sentadas, pero no decurrentes y cada vez menores hacia lel ápice del tallo. Son pinnatífidas, con lóbulos usualmente lanceolados, mucronados, de margen liso o algo aserrado, y con indumento de pelos araneosos y de pelos cortos en la haz como en el envés.
Los capítulos, pedunculados son terminales, solitarios o organizados en inflorescencias corimbiformes abiertas de 2-4. Tienen un involucro de 1-1,5 por 0,5-1 cm, ovoideo-cilíndrico, con 6-7 series de brácteas imbricadas, mayores desde el exterior hacia el interior del involucro: las externas de forma ovada a oblongas, adpresas, de color verdoso, amarillento, glabras, con apéndice apical decurrente, pardo, de forma redondeada, erecto o erecto-patente, glabro, pectinado-fimbriado, con 4-7 pares de flecos laterales de 1-3 mm, ondulados, y rematado por un mucrón, arista o espina apical de 0,2-2,3 mm; las medias con apéndice de 1-4,5 mm, de color pardo a negruzco, erecto o erecto-patente, con 4-7 pares de fimbrias laterales de 1-3 mm, rematado por una arista o mucrón de 0,5-2,5 mm, igual o menor que los flecos laterales; las internas, muy diferentes, de un tamaño de 8-15 mm, de forma linear o linear-espatulada, glabras, con margen hialino y apéndice ovado a oblongo, plano, escarioso, entero, inerme o poco mucronado, de color verde o morado. Las flores, todas floculosas, son heteromorfas, con las periféricas estériles y de mayor tamaño que las centrales que son todas hermafroditas. Las periféricas tienen la corola de 1-2 cm, con el tubo de color blancuzco y el limbo, purpúreo o rosado, con 4-5 lóbulos desiguales y lineares de unos 3-5 mm; mientras los flósculos centrales tienen una corola de 1-1,5 cm, con el tubo de 0,5-0,7 cm, blancuzco, y el limbo de 0,5-0,8 cm, blanco o rosado, con 5 lóbulos de 2-4 mm, linear-lanceolados, desiguales. Las cipselas, de 2,5-3 por 1-1,5 mm, son oblongas a obovoideas, algo comprimidas, laxa y diminutamente pelosas, de color verde oscuro o pardo y con bandas longitudinales amarillenta en la madurez y son truncadas por una placa apical de reborde entero con un nectario central pentagonal persistente rodeado de un vilano doble, el exterior de unas cuantas filas de pelos escamosos lineares denticulados, mientras el interior tiene una sola fila de escamas mucho más cortas, erectas y algo conniventes. El hilo cárpico es lateral y acompañado de un discreto eleosoma.

## Distribución y hábitat
Distribución geográficaEs una especie, con sus taxones infraespecíficos, de distribucíon restringida al noreste de la península ibérica (con cierta concentración en el Pirineo de Cataluña), Francia (concentradas sobre todo en el cuadrante sureste) y al noroeste de Italia. En lo referente a España y Francia, las numerosas citaciones puntuales en otras localidades, a veces muy alejadas, corresponden a interpretaciones equivocadas y deben referirse a otros taxones de lo que llegó a llamarse «grupo de Centaurea paniculata» que, solo en España, reúne unos 21 táxones, con un alto grado de endemicidad y dificultad taxonómica. De la misma manera, las citaciones de individuos introducidos y naturalizados en el Estado de Nueva York, en Estados Unidos, son probablemente erróneas y deben corresponder a otra especie próxima, Centaurea stoebe ssp. micranthos.
HábitatCrece en claros y orlas de bosques —principalmente pinares, encinares y alcornocales—, matorrales y herbazales de cuneta y bordes de camino, generalmente sobre suelos pedregosos calizos poco nitrificados desde prácticamente el nivel del mar hasta una altitud de 1600 m. Florece y fructifica desde junio hasta octubre.

## Taxonomía
Ha sido descrita por vez primera por Carlos Linneo y publicada en Species Plantarum, vol. 2, p. , 1753. Ha sido recientemente escogida como nueva especie tipo del género Centaurea escogiendo —para sustituir a Centaurea centaurium, hasta ahora especie tipo, que había sido trasladada a otro género, Rhaponticoides— un lectotipo virtual para la especie basada en la descripción y figuración prelinneanas y un epitipo conservado en el herbario de Charles Magnier (Flora Selecta Exsiccata, n.º 320, 1882) procedente del sur de Francia.
Etimología
- Centaurea: nombre genérico que procede del griego χενταυρος, centaurēus, -a, -um en latín, «propio del Centauro», vocablo que designaba unos seres mitológicos de las montañas de Tesalia, mitad hombre y mitad caballo, donde sobresalía Quirón, médico y preceptor de muchos héroes mitológicos, como Hércules, pues según cuenta Plinio el Viejo, Historia Naturalis, 25, 66: “Se dice que Quirón se curó con la ‘centaura’ cuando cayó sobre su pie una flecha al manejar las armas de Hércules, por lo cual algunos la llaman «planta de Quirón»”.[nota 1][1] O sea, y en definitiva, «la planta que usó el Centauro Quiron para curarse de una herida». También en Virgilio en las Georgicas (4,270) como centaurēum, -i,y, mucho más tarde, en Isidorus Hispalensis (17, 9, 33), como centauria, -ae.[11]
- paniculata: derivado del latín pānǐcŭla, -ae, panícula, o sea  «en panícula», «paniculada».[11]

Taxones infraespecíficos aceptados
Las 3 subespecies siguientes son las únicas presentes en España.
- Centaurea paniculata subsp. paniculata
- Centaurea paniculata subsp. leucophaea (Jord.) Arcang.
- Centaurea paniculata subsp. oscensis Pau ex E. López & Devesa.

Además, la literatura botánica reciente cita:
- Centaurea paniculata var. boetica Pau
- Centaurea paniculata subsp. esterellensis (Burnat ex Briq.) Dostál
- Centaurea paniculata subsp. polycephala (Jord.) Nyman
- Centaurea paniculata subsp. rigidula (Jord.) Dostál

Sinonimia
- Acosta leucophaea (Jord.) Holub
- Acosta paniculata (L.) Holub
- Acrolophus mierghii Fourr.
- Acrolophus paniculatus (L.) Cass.
- Acrolophus rigidulus Fourr.
- Centaurea abrotanifolia Lam.
- Centaurea agustinii Sennen
- Centaurea cadevallii Cadevall
- Centaurea cadevallii Pau
- Centaurea cardanica Rouy
- Centaurea gallica Gugler
- Centaurea gallica subsp. eugallica Gugler
- Centaurea hanrii var. catalaunica Sennen
- Centaurea leucophaea Jord.
- Centaurea leucophaea subsp. ochrolopha (Costa) Dostál
- Centaurea leucophaea var. ochrolopha (Costa) Nyman
- Centaurea maculosa subsp. incisa Arcang.
- Centaurea ochrolopha Costa
- Centaurea ochrolopha var. macrocephala Sennen & Pau
- Centaurea ochrolopha var. virescens Sennen & Pau
- Centaurea ochrolopha var. viridis Sennen & Pau
- Centaurea oscensis (Pau ex E.López & Devesa) Raab-Straube & Greuter
- Centaurea pallidula Rouy
- Centaurea paniculata subsp. ochrolopha (Costa) Rouy
- Centaurea paniculata subsp. pallidula Rouy
- Centaurea paniculata subsp. urgelensis Arènes
- Centaurea paniculata var. eupaniculata Briq., nom. inval.
- Centaurea paniculata var. gallica (Gugler) Fiori
- Centaurea paniculata var. leucophaea (Jord.) Cariot & St.-Lag.
- Centaurea urgellensis sensu Dostál
- Centaurea paniculata var. thuretii Briq. & Cavill.
- Cyanus paniculatus Moench
- Jacea paniculata (L.) Lam.[12][3][1]

Híbridos
En España (Provincia de Gerona), la subespecie paniculata se híbrida con Centaurea calcitrapa en las áreas donde conviven. Los híbridos, denominados Centaurea × vernui Sennen & Pau, 1905, difieren de Centaurea paniculata paniculata s.s. porque tienen, al menos, algunos capítulos con brácteas involucrales provistas de un apéndice largamente espinoso.
Citología
Número de cromosomas: 2n = 18.

## Nombres comunes
- Castellano: abaleo, amargocha, amargosa, arsolla, arzolla, baleo, baleo cabezudo, baleo fino, baleo gordo, baleo montesino, bolas, cabezuela, cabriola, chochillo, escoba baja, escobas de baleo, escobas de cabezudo, escobas de cabezuela, escobas de escabezuela, escobas de gamosilla, escobilla, escobillas (2), gamosilla, garmosilla (2), mata gallegos, pinchillo. Las cifras entre paréntesis indican la frecuencia del empleo del vocablo en España.[3]